# Puerto Rico, Gran Canaria

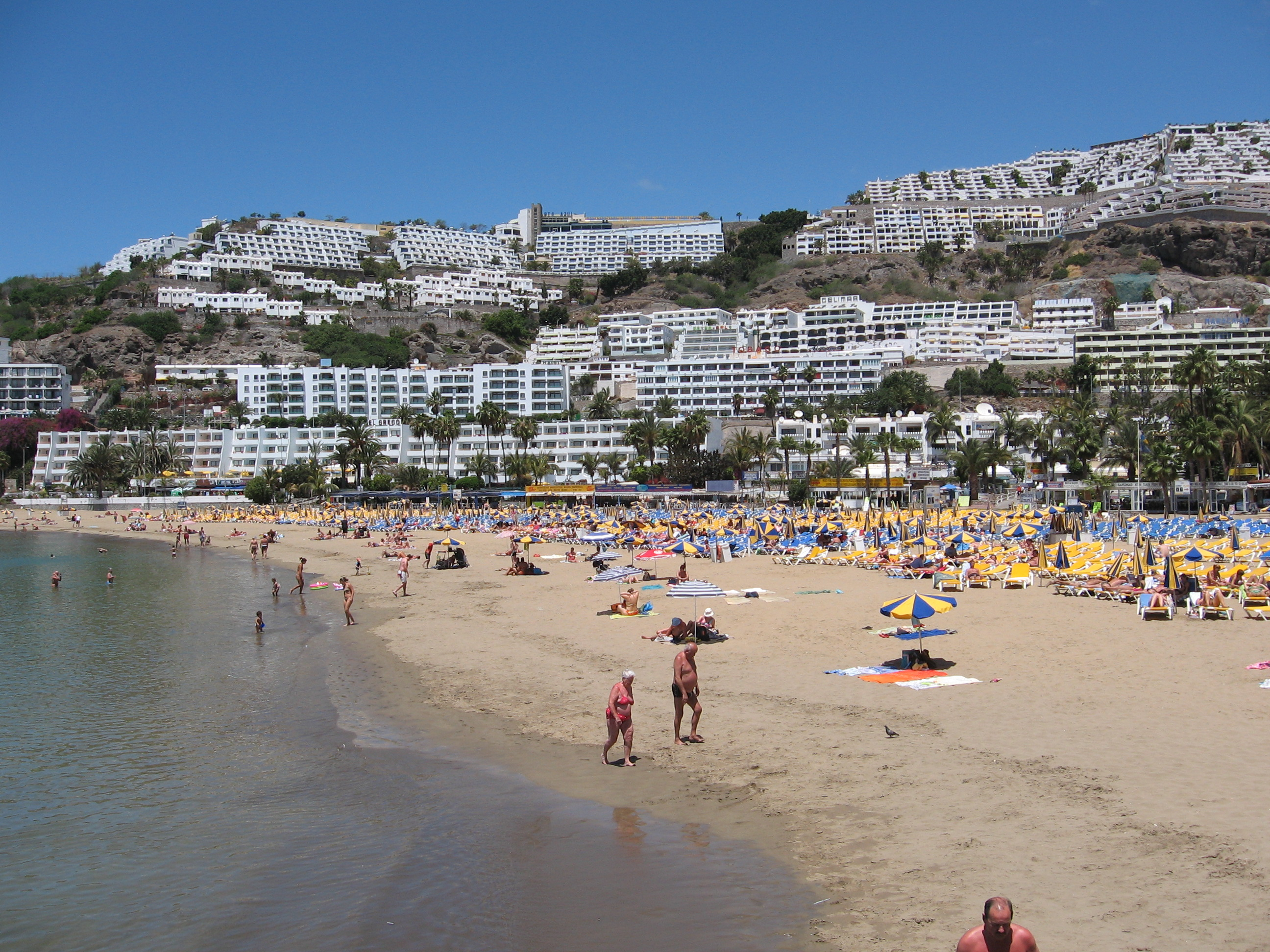
Stranden i Puerto Rico på Gran Canaria med hotellen i bakgrunden.

Puerto Rico är en ort på ön Gran Canarias sydkust. Orten ligger i kommunen Mogán som tillhör provinsen Las Palmas. År 2010 hade orten 4 229 invånare.
Puerto Rico ligger ungefär mitt emellan Arguineguín och Puerto de Mogán, och kustvägen GC-500 passerar orten. Från Gran Canarias huvudort Las Palmas nås orten via motorvägen GC-1.

## Turism
Puerto Rico är en populär turistort och ortens ekonomi är främst baserad på turism. Sedan 1970-talet har många hotell, semesteranläggningar och lägenheter byggts här. Det finns en sandstrand, hamn, shoppingcenter, restauranger, barer och dansställen. Orten är känd för sitt soliga klimat och anses vara en av de solsäkraste platserna på Gran Canaria.
I hamnen finns många turistorienterade båtar, allt från färjor till närliggande hamnar som Puerto de Mogán och Arguineguin till fisketursbåtar och båtar som tillhandahåller delfinsafari. Det finns även möjlighet att utöva vattensport.
Badstranden i Puerto Rico, Playa de Puerto Rico, är långgrund och har finkornig sand. Nära Puerto Rico ligger också en annan badstrand, Playa de Amadores, med vit sand.

## Galleri

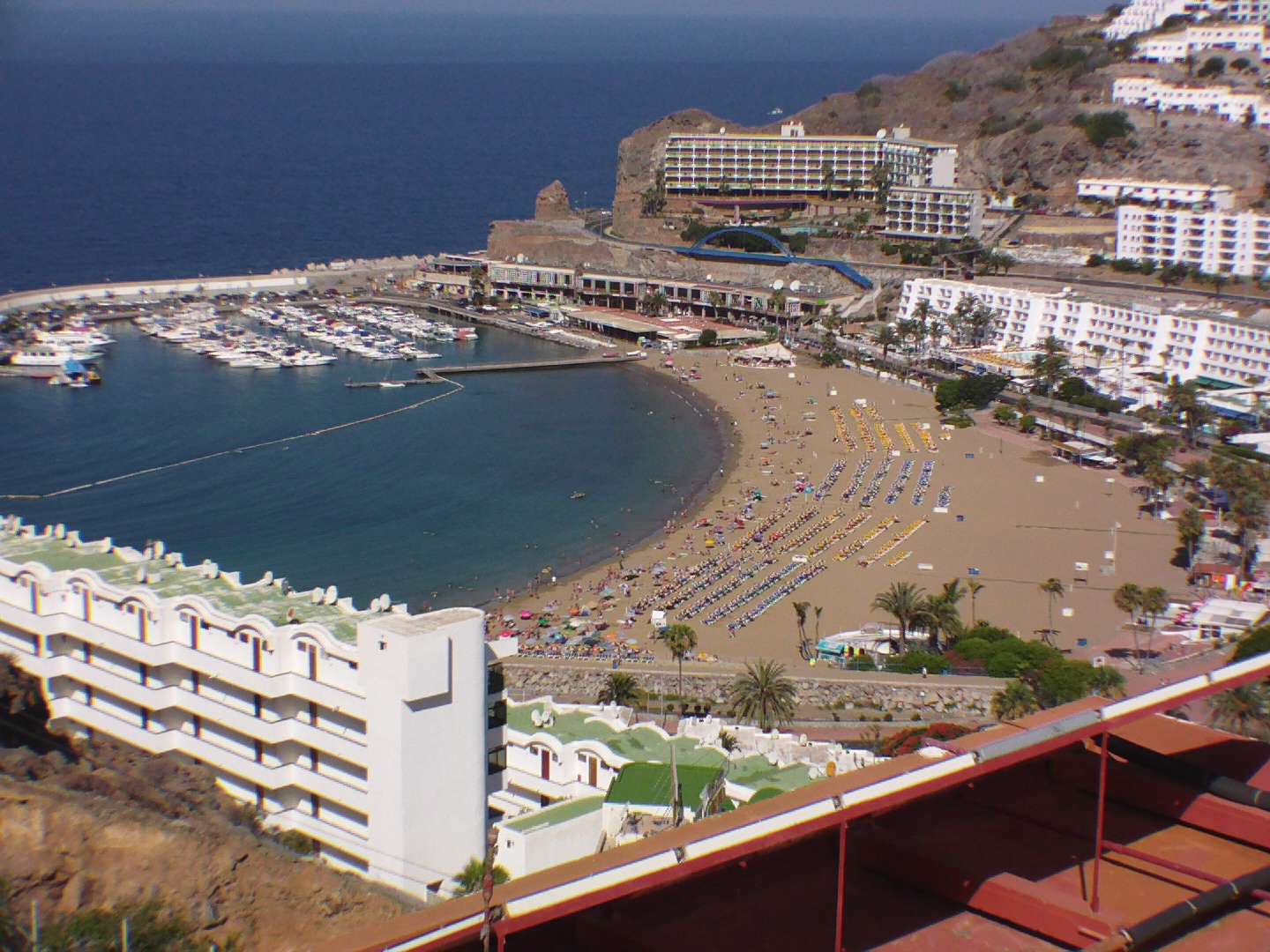
Puerto Rico 2011
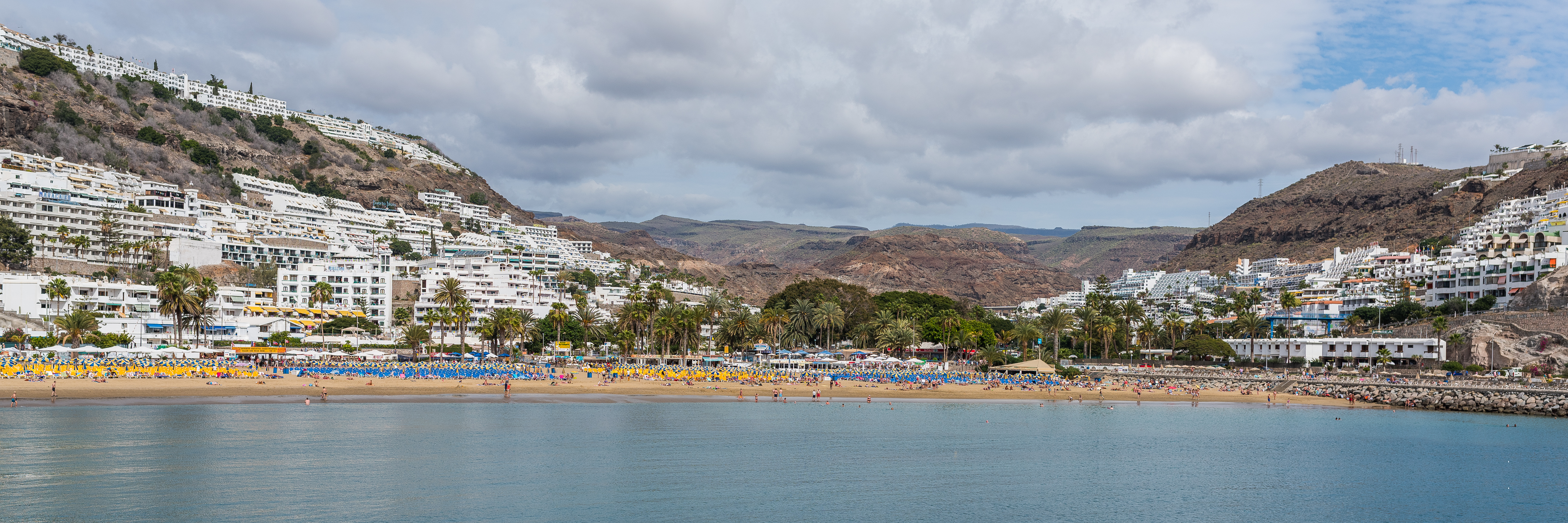
Puerto Rico 2016
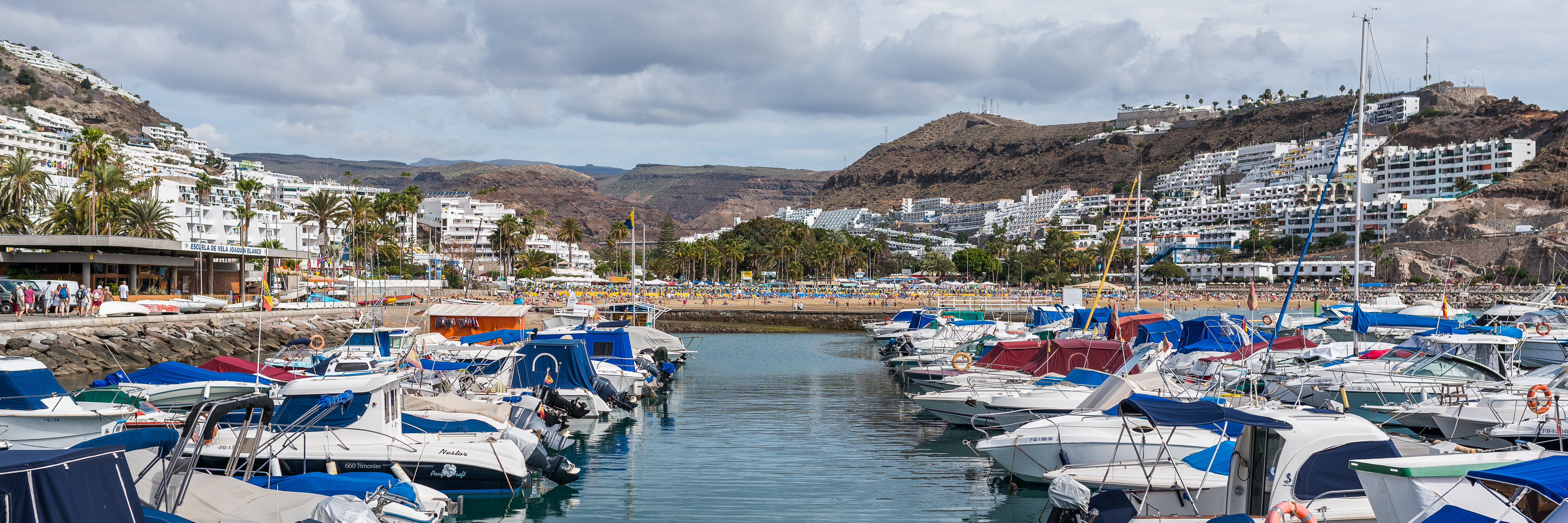
Puerto Rico 2016
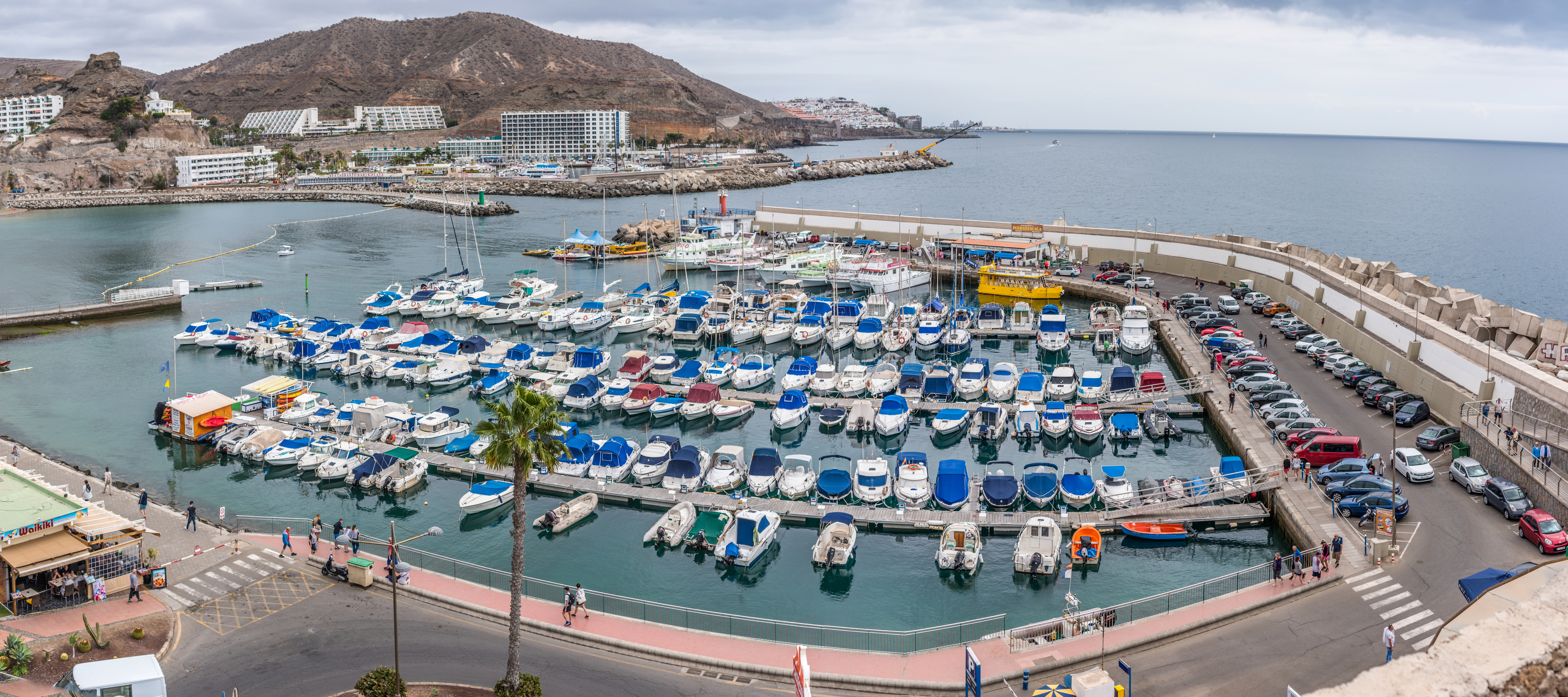
Puerto Rico, februari 2018
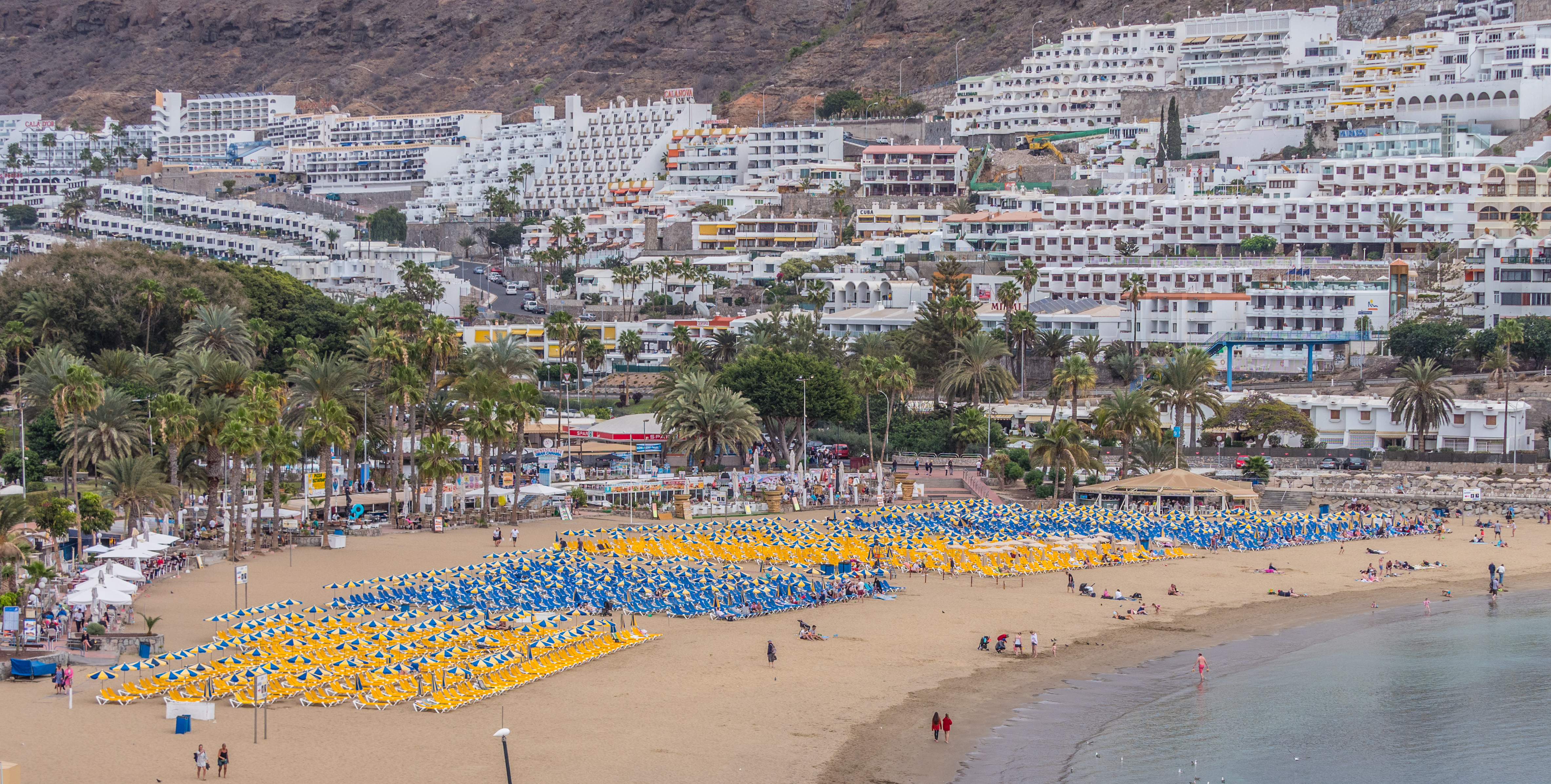
Puerto Rico, februari 2018
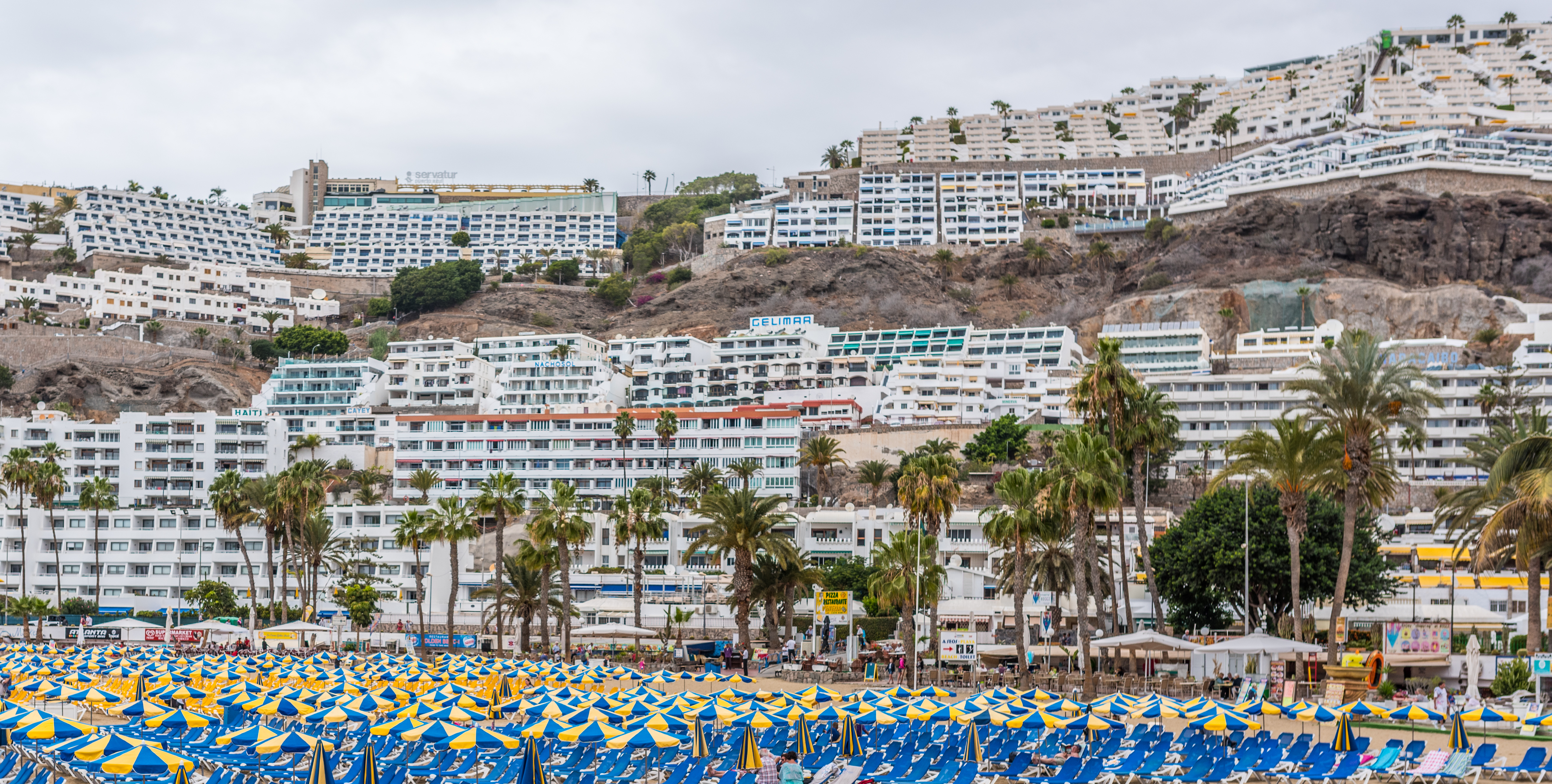
Puerto Rico, februari 2018

## Amadores Beach
En kilometer nordväst om Puerto Rico strand ligger systerstranden Amadores, också en populär turistdestination på den snabbt växande södra kusten av Gran Canaria.

## Amadores Beach galleri

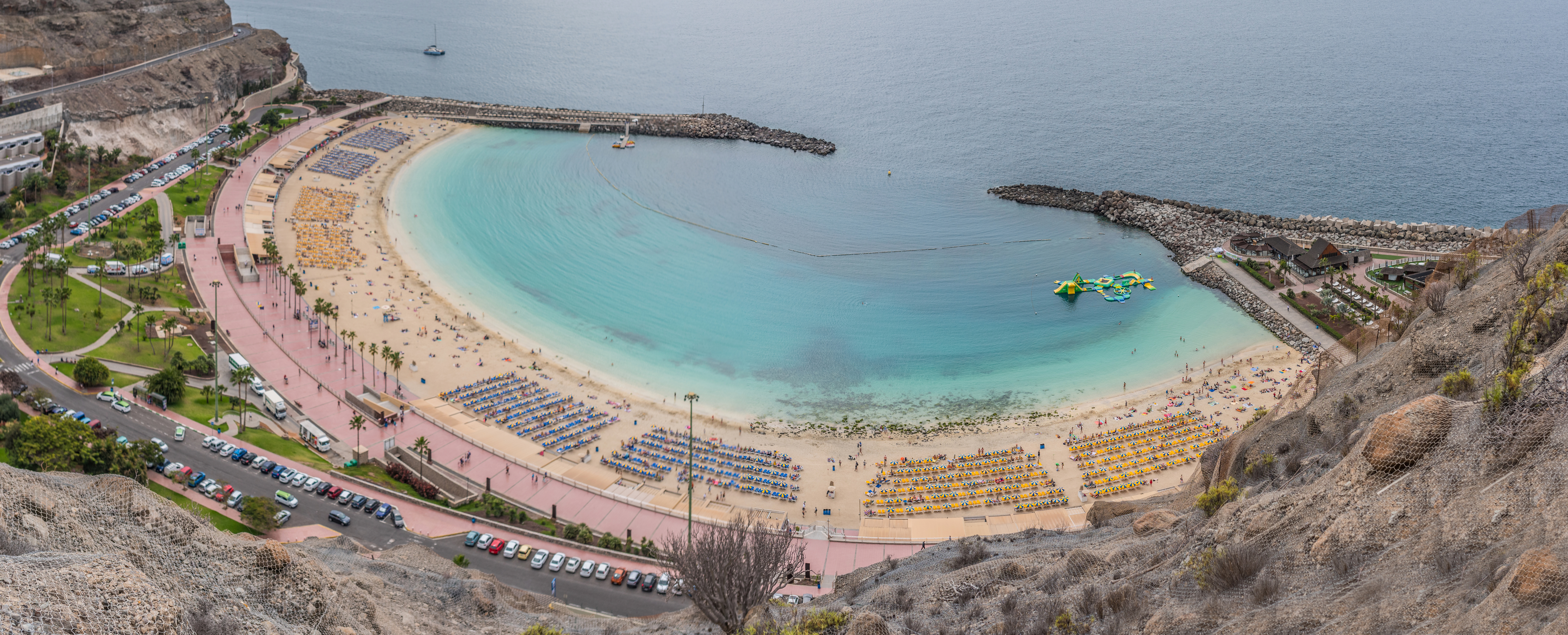
Amadores strand, februari 2018
Amadores strand, februari 2018
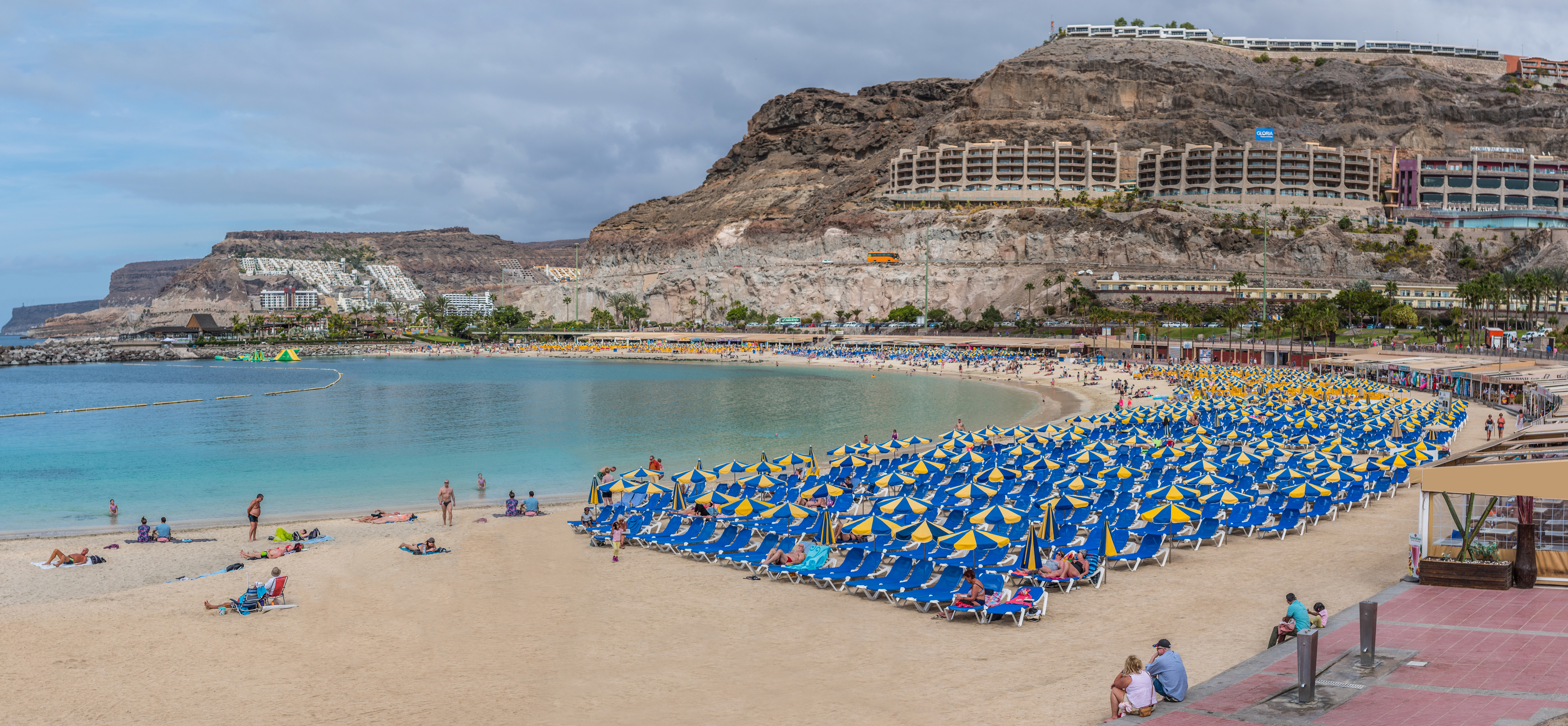
Amadores strand, februari 2018

## Tauro Beach
Ytterligare nordväst ligger Tauro Beach, en lugnare och mer privat destination.

## Tauro Beach galleri

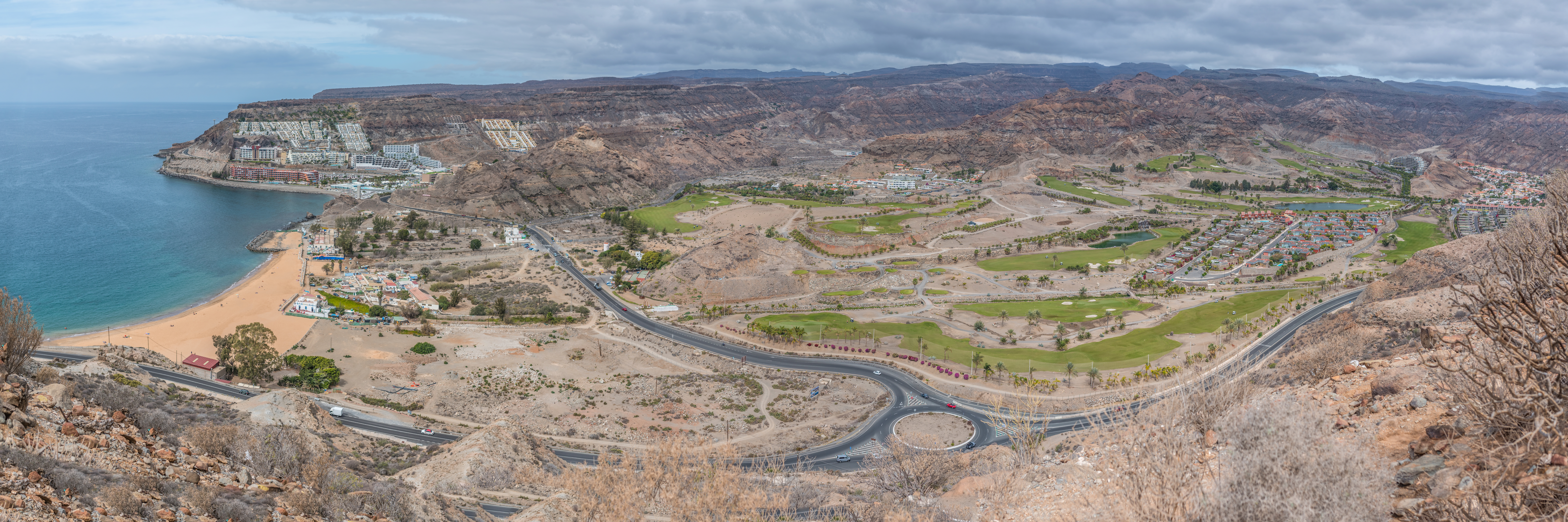
Tauro Beach, 2018
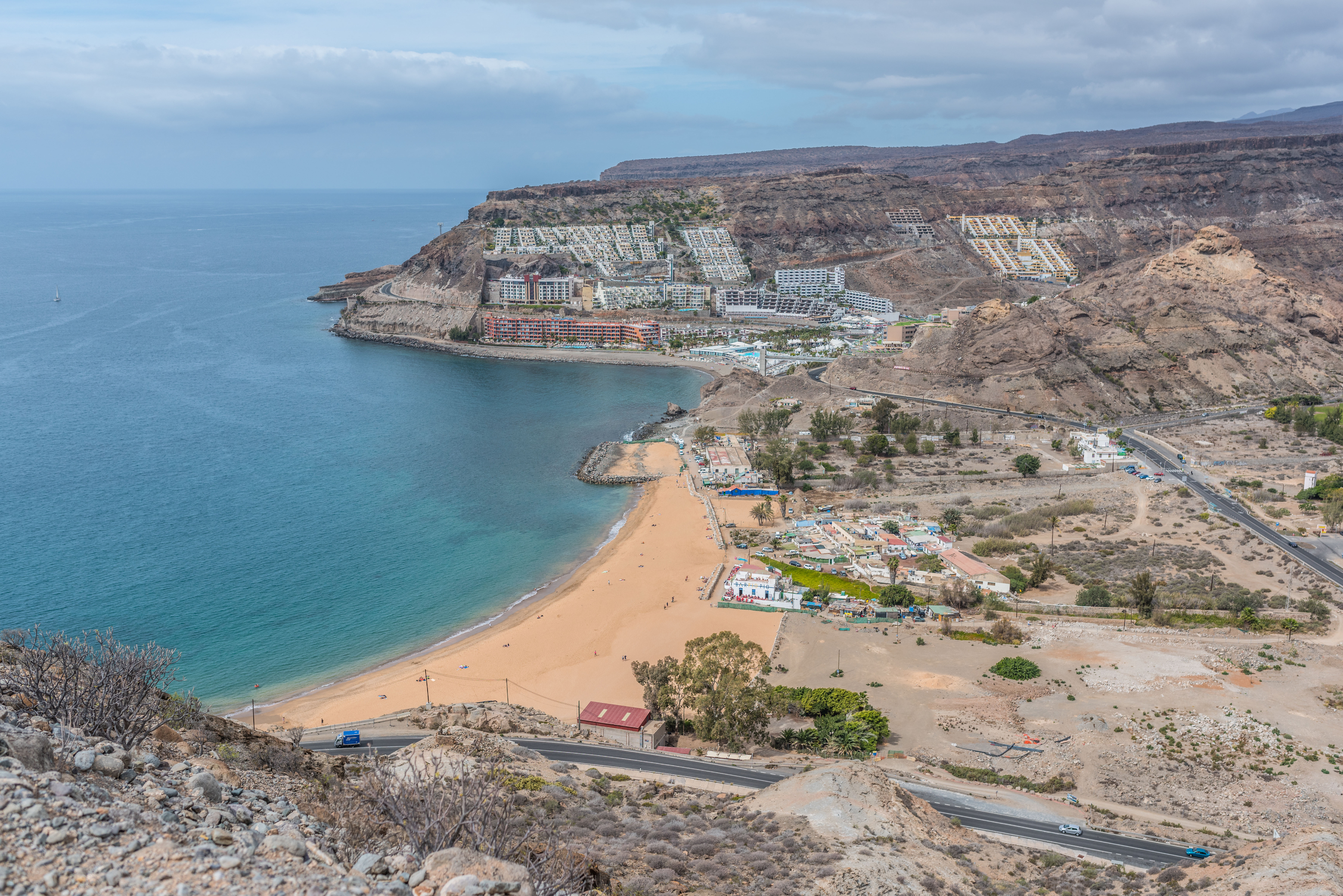
Tauro Beach, 2018